# Marta Gómez
Marta Gómez (Girardot, Cundinamarca, Colombia, 11 de septiembre de 1978) es una cantautora colombiana radicada en Barcelona (España) desde 2009. Su trabajo entrelaza los distintos colores y timbres de la guitarra, así como lo armónico-melódico de sus canciones y sus letras con los principales ritmos folklóricos latinoamericanos y aires de jazz.

## Trayectoria artística

### Inicios en la música
Marta Gómez, nacida en Girardot, creció en Cali donde desde los 4 años cantó en el coro del Liceo Benalcázar dirigido por Flora Rengifo donde durante once años adquirió bases muy sólidas en lo profesional, lo musical y académico, acercándose a la música coral. A los quince años se marchó a vivir a Bogotá, donde completó su formación musical en la Universidad Javeriana, en 1994 participó en el cuarteto Eiti Leda, y poco después empezó a interesarse por la poesía. Continuaría sus estudios en Boston, en la Berklee College of Music, y en 2001, un año antes de graduarse, lanzó su primer trabajo discográfico llamado Marta Gómez, ese mismo año, por su bambuco Confesión, recibió el Premio de composición Alex Ulanowsky. En 2002 ganó el Concurso SIBL Project en San Francisco a Mejor canción inspirada en un autor Latinoamericano con Paula ausente, inspirada en el libro Paula de Isabel Allende.
Tras sus estudios, Marta Gómez se va a vivir a Nueva York, donde tras unos meses le contacta la discográfica Chesky Records, con la que publicará sus dos siguientes discos, de ahí la disquera estadounidense Putumayo World Music eligió en 2004 la canción La Ronda para abrir el disco de mujeres de Latinoamérica, donde aparecen también cantantes de la talla de la peruana Susana Baca, Totó la Momposina y Tania Libertad, entre otras.

### Evolución artística
Compositora de buena parte de su repertorio, su influencia va de la música tradicional de Latinoamérica a la literatura, incorporando lo cotidiano, y de esa mezcla surgen canciones con un profundo contenido social y humano. En 2003, Marta Gómez fue escogida por la cantante norteamericana de blues Bonnie Raitt para abrir su concierto al lado de John Mayer, ganador del Grammy, y más tarde Marta Gómez fue invitada especial en el concierto de la cantora argentina Mercedes Sosa. Como autora gana la SIBL Project (Songs Inspired By Literature) de EE. UU., que escogió su canción Paula ausente como la mejor canción inspirada por un escritor latinoamericano. Paula ausente es una canción dedicada a la escritora chilena Isabel Allende y Marta Gómez tuvo la oportunidad de cantársela a Allende en noviembre del 2004, en California. Esta misma canción fue incluida en otro álbum de Putumayo llamado Mujeres del mundo acústico (2007) y es parte de la banda sonora de la serie "Capadocia" producida por HBO Latinoamérica.
Marta Gómez fue escogida por la revista colombiana Fucsia como una de las cinco colombianas más representativas del año 2005. Más adelante, la cantante grabó una canción llamada The circle (El círculo) compuesta por el cantautor norteamericano Kris Kristofferson, el escritor John Sandford hizo referencia a esta interpretación en su novela "Dark of the moon" (La oscuridad de la luna). En 2005 fue nominada como mejor artista en la categoría jazz latino en los Premios Billboard de la música Latina. Su producción Entre cada palabra (Chesky Records, 2005) la hizo merecedora del título a "Mejor Acto Nacional de World Music" en 2006 por el diario Boston Phoenix.

### Reconocimiento artístico
Su quinta producción de título Musiquita hizo entrar a Marta Gómez en la lista de los diez mejores discos del género "World Music" de los European World Music Charts por varias semanas consecutivas. Con ese trabajo, Marta ofreció una serie de conciertos en países tan diversos como Estados Unidos, Países Bajos, España, Suecia, Suiza y en Israel, donde también colabora frecuentemente con el ícono de la música de ese país, Idan Raichel. En 2009 y con motivo de la realización de un máster en creación literaria en la Universidad Pompeu Fabra de Barcelona se traslada a vivir a la capital catalana, ciudad en la que reside desde entonces.
Con El corazón y el sombrero, su sexta producción discográfica, la cantautora le rinde un homenaje al gran poeta granadino Federico García Lorca, musicalizando 12 de sus poemas con ritmos folklóricos latinoamericanos. En este CD contó con la participación del cantautor gaditano Javier Ruibal. Promocionando este nuevo trabajo, viajó a Israel (Zappa Jazz Club), Colombia (Festival  de Músicas de Cartagena), Ecuador (Teatro Sucre), España (Festival Barnasants y La Mar de Músicas de Cartagena en Murcia) y a Sudáfrica (KKNK Festival).
En 2013 grabó un doble disco de canciones infantiles: Canciones de sol y de luna, además de un disco de temas inéditos de título Este instante. Realizó una gira de conciertos por América que la llevó a Ciudad de Guatemala, Costa Rica, Monterrey, Argentina, Chile y Estados Unidos. Entre 2014 y 2015 grabó el EP El árbol y el huracán con el músico César López, en este álbum participan músicos como Giovanny Parra y fue grabado por Julio Monroy. Para ese mismo año fue nominada a los Grammy Latino en la categoría Mejor disco Cantautor por Este instante y fue ganadora de un Grammy Latino en la categoría "Mejor diseño de empaque" por Este instante.
En 2014, Gómez compuso la canción Para la guerra nada, por el conflicto entre Israel y Palestina; en 2017 Marta Gómez fue invitada a cantarla en la cumbre mundial de los Premios Nobel de Paz en Bogotá y en 2018 esta canción fue parte de la banda sonora del documental El testigo sobre la obra del fotógrafo colombiano Jesús Abad Colorado. En 2020, esta canción se convirtió en un libro ilustrado, en el que el espíritu de la paz es protagonista.

## Discografía[18]

### Discografía propia
- (2001) Marta Gómez
- (2003) Solo es vivir
- (2004) Cantos de agua dulce
- (2006) Entre cada palabra
- (2009) Musiquita
- (2010) Afri-Spaans
- (2011) El corazón y el sombrero
- (2011) Afri-Spaans 2
- (2013) Coloreando
- (2014) Este instante
- (2015) Al alba. Canciones de Navidad
- (2015) El árbol y el huracán (Con César López)
- (2016) Canciones de sol
- (2016) Canciones de luna
- (2018) La alegría y el canto
- (2018) Coloreando dos. Traditional songs for children in Spanish
- (2019) Un silencio que llegó de lejos (Con Andrés Rotmistrovsky)
- (2021) Dar a luz (Con Nicolás Buenaventura)
- (2022) Filarmónico 20 años
- (2024) Seré guitarra

### Discos recopilatorios
- (2015) Contigo
- (2020) Una ventana para soñar

### Putumayo World Music
- 2004 "La ronda" Disco: Women of Latinoamérica
- 2005 "La ronda" Disco: Putumayo Café Sampler
- 2007 "Paula ausente" Disco: Women of the world
- 2013 "Cielito lindo" Disco: Latin Dreamlands
- 2014 "Carnavaleando" Disco: Music of the Andes

### Colaboraciones discográficas
- Anit Negra (Los Changos septet) [2003]
- The other side of the world (Interoceánico) [2004]
- The Pilgrim: A Celebration Of Kris Kristofferson  [2006]
- Equatorial (Alex Alvear) [2007]
- Within my walls (The Idan Raichel Project) [2008]
- El bosque de la memoria (Julio Santillán septet) [2008]
- Where the river shines (Interoceánico) [2008]
- Julio Santillán in New York. Argentinian Jazz (Julio Santillán) [2009]
- Another season (One Soul Fellowship) [2009]
- Quartet to six (The Idan Raichel Project) [2013]
- Mi Muñeca (Las Áñez - Marta Gómez) [2014]
- Tempo nuevo (Guafa Trío) [2014]
- Tornasol (Georgina Hassan) [2014]
- Llueve (Jorge Stojan) [2014]
- El Dorado - 20 años (Un tributo a Aterciopelados) [2015]
- Risas del sol (Magdalena Fleitas) [2015]
- Mil 500 vueltas (Nano Stern) [2015]
- Algo (José Delgado) [2016]
- De la rosa y el espino (Paula Herrera) [2016]
- Retrato (Urpi Barco) [2016]
- Así me lo contaron a mí y así te lo canto a ti (María del Sol Peralta) [2016]
- Slumberland World Lullabies (Great voices for small people) [2017]
- Vidas paralelas (Liuba María Hevia) [2017]
- Provinciano (Lucio Feuillet) [2017]
- El canto de todos (Inti-Illimani) [2017]
- Al aire (Las Áñez) [2017]
- Fronterabierta (Amores tangos) [2017]
- Cosas que pasan (Imagínate Camellos) [2017]
- En el corazón de la hembra maga (Julián Bozzo) [2017]
- SoloLuna (Pedro Pastor) [2017]
- Después de todo. Compilado Latinoamericano (María Cristina Plata) [2017]
- Amor circular (Alessio Arena) [2018]
- Magia todo el día (Luis Pescetti y amigos) [2018]
- A la luna, luna (Alejo García) [2018]
- Canción para un buen viaje (Magdalena Fleitas) [2018]
- Cançons de les revoltes del 68 (Joan Isaac) [2018]
- Atacama! (Alessio Arena) [2019]
- Lust (Louisa Lyne & di Yiddishe Kapelye) [2019]
- Fueguitos (Gaddafi Núñez) [2019]
- Sucede (Pala) [2019]
- Souvenir (Camila Pérez) [2019]
- Americanotl (Alejo García) [2019]
- Canciones para Relojes de Arena (Renzo Baltuzzi) [2020]
- Restos del Diluvio (La Insurgencia del Caracol) [2020]
- El Siglo del Loro (Pala) [2020]
- Quinteto con voz (Quinteto Leopoldo Federico) [2020]
- Llegó Navidad (Cantoalegre) [2020]
- Tierra, tan solo (La Bruja Salguero) [2020]
- Si no cantara (La Colmena) [2020]
- Vida profunda (Carolina Calvache) [2020]
- Cuando nos volvamos a encontrar (Miguel Mauries) [2020]
- Especial desde el estudio (Cata Raybaud) [2020]
- Amar es olvidar la vida (Lucas Aráoz) [2020]
- Nido (Rafa Doorish) [2020]
- Te veo (Sofía Ribeiro) [2020]
- Música por la ciencia (Clara Cantore Trío) [2020]
- Florecer (Luz María Carriquiry) [2020]
- La ventana  (Daniel Castillo) [2020]
- Con hilos de miel y trigo (Rolando De Marco Cuarteto) [2020]
- Semilla (Yone Rodríguez) [2021]
- Arbolito y la Abubilla (Ajayu dúo) [2021]
- Para la guerra nada (Che Sudaka) [2021]
- A, b, c, ch, d (Marta Gómez) [2021]
- Tengo un día más (Urpi Barco) [2021]
- Molino (Rafa Doorish) [2021]
- Late (Gaddafi Núñez) [2021]
- Las historias que han dejado (Aguamadera) [2022]
- Yo no sé (La Paula Herrera) [2022]
- 20 años (Che Sudaka) [2022]
- Las formas de la noche (Georgina Hassan) [2023]
- Ecléctica (Manu Sija) [2023]
- Parceiros Vol.2 (Pedro Guerra) [2024]

## Premios[19]
- 2018 Nominada a los premios Grammy Latino en la categoría "Mejor disco folclórico del año" por "La alegría y el canto".
- 2016 Nominada a los premios Grammy Latino en la categoría "Mejor disco infantil del año" por "Canciones de sol".
- 2015 Nominada a los premios Grammy Latino en la categoría "Mejor disco Cantautor" por "Este instante".
- 2015 Ganadora Grammy Latino en la categoría "Mejor diseño de empaque" por "Este instante".
- 2014 Ganadora Grammy Latino en la categoría "Mejor disco infantil del año" por "Coloreando".
- 2011 Nominada a los premios Grammy Latino en la categoría "Mejor diseño de empaque" por "El corazón y el sombrero".
- 2009 Charts de World Music Europa top ten album “Musiquita”.
- 2006 Boston Phoenix “Mejor acto nacional de world music”.
- 2006 Charts de World Music Europa top ten album “Entre cada palabra”.
- 2005 Premios Billboard de la música Latina nominada a mejor artista categoría jazz latino.
- 2005 Charts de World Music Europa, top ten album "Cantos de agua dulce".
- 2005 "Fiesta Jazz" Melbourne, Australia. Mejor álbum no Instrumental de jazz latino "Cantos de agua dulce".
- 2004 Putumayo World Music. "Canta" del CD "Cantos de Agua Dulce" es escogida como una de las 10 mejores canciones del 2004.
- 2004 Concurso "Just Plain Folks". Mejor canción latina "Tú".
- 2003 The Boston Globe. "Solo es Vivir" es incluido entre los 10 mejores álbumes del año.
- 2003 Concurso Blink (Cambridge, MA). Mejor canción de pop: "Tú".
- 2002 Concurso SIBL Project (San Francisco) Mejor canción inspirada en un autor Latinoamericno “Paula ausente” inspirada en el libro “Paula” de Isabel Allende.
- 2000 Premio de composición Alex Ulanowski (Boston). Canción "Confesión".
- 2000 Beca Best Achievement (Berklee College of Music, Boston).
- 1996 Concurso Ramón Antigua (Bogotá, Colombia). Primer lugar.
- 1993 Festival Luna De Plata (Bogotá, Colombia). Primer lugar, mejor grupo y mejor canción original "Solo". 1992 Festival de Calatrava (Cali, Colombia). Primer lugar, dúo con Ximena Vega.

## Publicaciones
- 2020	Para la guerra nada - Marta Gómez -Libro ilustrado por Daniela Violi. Una historia inspirada en la canción Para la guerra nada de Marta Gómez.[20]
- 2020	Cantoras todas - Publicación que reúne veinte perfiles de algunas de las voces femeninas más destacadas del siglo XXI en Iberoamérica, entre ellas Julieta Venegas, Natalia Lafourcade, Rosalía, Rozalén, Las Áñez, Goyo y Marta Gómez.[21]
- 2018	Manual para soñar - Cristina Núñez Pereira, Rafael Romero Valcárcel[22]

## Bandas sonoras (filmografía)
- 2008	Capadocia - Serie de televisión de Javier Patrón, Carlos Carrera, Pitipol Ybarra, entre otros.[23]
- 2010	La Pola - Programa de televisión de Sergio Cabrera[24]
- 2011	From Prada to Nada - Película de Ángel Gracia[25]
- 2011	América entretejida - Proyecto multimedia de Juan Carlos Roque[26]
- 2012	Donde viven las mujeres - Documental de Manuel García Serrano[27]
- 2014	Gente de Papel - Documental de Andrés Felipe Vásquez[28]
- 2018	El Proxeneta - Documental de Mabel Lozano[29]
- 2018	El Testigo - Documental de Jesús Abad Colorado[30]